# Brising & Fagerström

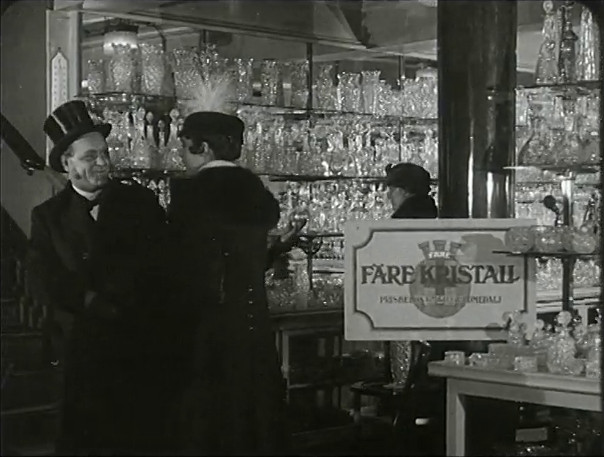
En interiörscen från Brising & Fagerström i filmen Kal Napoleon Kalssons bondtur från 1915.

Brising & Fagerström, tidigare Kosta Glasmagasin, ofta förkortat Brisings, var en glas- och porslinsbutik i Stockholm verksam 1866–1966.

## Historik
Butiken öppnade 1866 som Kosta Glasmagasin av Nils Gustaf Johanson som erhållit rätten att bli agent för Kosta glasbruk i Stockholm. Firman tecknades under namnet G. Johansson, Kosta Glasmagasin. Gustaf Johanson dog 1891 och firman övertogs av hans hustru Emelie Charlotte Johanson.
Den första butiken låg på Regeringsgatan 29. År 1870 flyttade butiken till Regeringsgatan 26 i hörnet Kocksgränd. År 1878 köpte man även Regeringsgatan 24 och utvidgade butiken dit. Regeringsgatan 24 skulle bli butikens mest långvariga adress. Den 25 oktober 1909 utvidgades butiken ytterligare så att den upptog nästan hela huset. Kaféet Tysta Mari som dittills upptagit andra våningen fick flytta i samband med detta.
Ernst Hjalmar Fagerström hade varit företagets chef från 1889 och blev 1891 delägare. År 1900 gjordes butiken om till ett aktiebolag, Aktiebolaget Brising & Fagerström, och verksamheten övertogs av Johansons son Fritz Axel Rudolf Johansson Brising och Fagerström, med den senare som verkställande direktör. Fagerström var företagets direktör fram till 1903. Därefter tog Brising över som direktör.
År 1907 köpte företaget Färeköps glasbruk i Sibbhult. Bruket bytte namn till Färe glasbruk, men såldes 1917 till Elmeverken.
År 1920 såldes företaget till Fritz Brisings kusin Ernst Lundqvist.  År 1937 tog hans son Hans Lundqvist över som direktör.
Efter att ha legat på Regeringsgatan sedan starten flyttade man 1956 till Drottninggatan 32. År 1966 skulle dock huset på Drottninggatan rivas och Brisings lade ner efter nästan 100 års verksamhet.
Affären var en av flera som besöktes i filmen Kal Napoleon Kalssons bondtur från 1915.